# Hugel (DJ)

Hugel beim Tomorrowland 2024

Hugel (* 4. Dezember 1987 in Marseille; als Florent Hugel [ floˈʁɑ̃ yʒˈɛl], Eigenschreibweise: HUGEL) ist ein französischer DJ und Musikproduzent.

## Leben
Florent Hugel lebt in Marseille und begann 2005 mit seiner Tätigkeit als Musikproduzent mit Einflüssen aus Hip-Hop, Pop und Electronic. Er war unter anderem Mitglied des EDM-Duos KitSch 2.0 und des Hip-Hop-Projekts Hipshaker.
Im März 2015 veröffentlichte Hugel seine erste Solo-Single Coming Home. Mit dieser erzielte er seinen ersten Charterfolg in Deutschland und stieg dort auf Platz 80 der Charts ein. Im Juni 2016 veröffentlichte er in Zusammenarbeit mit der britischen Sängerin Jasmine Thompson das Lied Where We Belong, zu dem auch ein Musikvideo gedreht wurde. Erste große Bekanntheit im deutschsprachigen Raum erlangte er 2017 durch Zusammenarbeit mit Robin Schulz, mit dem er den Song I Believe I’m Fine produzierte, der anschließend in Deutschland, Österreich und der Schweiz in die Single-Charts einstieg und 2018 in Deutschland mit Gold ausgezeichnet wurde. Im selben Jahr erschien auch die Solo-Single Baby sowie der von ihm mitproduzierte Song Like a Riddle vom deutschen DJ und Produzenten Felix Jaehn, der sich zu einem kommerziellen Erfolg entwickelte.
Nachdem das ursprünglich im Zweiten Weltkrieg bekannt gewordene Lied Bella Ciao durch die spanische Serie Haus des Geldes zu großer Popularität gelangt war, veröffentlichte Hugel im April 2018 einen Remix des Songs im Deep-House-Stil. Diese Version war zunächst vor allem in Deutschland und Frankreich erfolgreich und stieg dort nach wenigen Wochen bis in die Top 20. In Österreich stieg das Lied im August 2018 bis auf Platz eins der Single-Charts. Des Weiteren wurde sie zum offiziellen Sommerhit 2018 ernannt.
Am 8. Juni 2018 veröffentlichte Hugel das Lied Signs, das in Zusammenarbeit mit dem britischen Sänger Taio Cruz entstand. Während dieses kommerziell nicht an den Erfolg von Bella Ciao anschließen konnte, schaffte das im November 2018 erschienene Lied WTF den Sprung in die deutschsprachigen Single-Charts. Der Song wurde mit der britischen Sängerin Amber Van Day aufgenommen und wurde als Titellied der 13. Staffel von Ich bin ein Star – Holt mich hier raus! verwendet. Im Folgejahr erschien das Lied Mamma Mia, das ebenfalls mit Van Day entstand und die Nachfolgesingle darstellt.
Nachdem in der dritten Staffel von Haus des Geldes das Lied Guajira Guantanamera auf ähnliche Art und Weise wie Bella Ciao in der zweiten Staffel thematisiert wird, produzierte Hugel zu diesem einen Remix, der am 30. August 2019 veröffentlicht wurde.

## Diskografie

### Singles
| Jahr | Titel Album                  | Höchstplatzierung, Gesamtwochen, AuszeichnungChartplatzierungen (Jahr, Titel, Album, Platzierungen, Wochen, Auszeichnungen, Anmerkungen) | Höchstplatzierung, Gesamtwochen, AuszeichnungChartplatzierungen (Jahr, Titel, Album, Platzierungen, Wochen, Auszeichnungen, Anmerkungen) | Höchstplatzierung, Gesamtwochen, AuszeichnungChartplatzierungen (Jahr, Titel, Album, Platzierungen, Wochen, Auszeichnungen, Anmerkungen) | Höchstplatzierung, Gesamtwochen, AuszeichnungChartplatzierungen (Jahr, Titel, Album, Platzierungen, Wochen, Auszeichnungen, Anmerkungen) | Höchstplatzierung, Gesamtwochen, AuszeichnungChartplatzierungen (Jahr, Titel, Album, Platzierungen, Wochen, Auszeichnungen, Anmerkungen) | Anmerkungen                                                                                |
| Jahr | Titel Album                  | FR | DE | AT | CH | UK | Anmerkungen                                                                                |
| ---- | ---------------------------- | --- | --- | --- | --- | --- | ------------------------------------------------------------------------------------------ |
| 2015 | Coming Home –                | — | DE80 (1 Wo.)DE | — | — | — | Erstveröffentlichung: 19. März 2015 feat. Jimmy Hennessy                                   |
| 2017 | I Believe I’m Fine Uncovered | FR182 (2 Wo.)FR | DE29 Gold · (24 Wo.)DE | AT26 (19 Wo.)AT | CH88 (3 Wo.)CH | — | Erstveröffentlichung: 8. September 2017 Verkäufe: + 200.000; mit Robin Schulz              |
| 2018 | WTF –                        | — | DE21 Gold · (16 Wo.)DE | AT26 Gold · (11 Wo.)AT | CH96 (1 Wo.)CH | — | Erstveröffentlichung: 30. November 2018 Verkäufe: + 215.000; feat. Amber Van Day           |
| 2024 | I Adore You –                | FR95 Platin · (32 Wo.)FR | DE8 Gold · (… Wo.)DE | AT8 Platin · (… Wo.)AT | CH2 Platin · (… Wo.)CH | UK69 Silber · (10 Wo.)UK | Erstveröffentlichung: 19. Juli 2024 Verkäufe: + 1.155.000; mit Topic & Arash feat. Daecolm |
| 2025 | Think of Me –                | — | DE79 (1 Wo.)DE | — | — | — | Erstveröffentlichung: 2. Mai 2025 mit David Guetta, Kehlani & Daecolm                      |

Weitere Singles
- 2016: Where We Belong (mit Jasmine Thompson)
- 2017: Baby
- 2018: Signs (mit Taio Cruz)
- 2019: Mamma Mia (feat. Amber Van Day)
- 2019: House Music
- 2019: Guajira guantanamera
- 2019: I Don’t Wanna Talk (mit Alok feat. Amber Van Day)
- 2019: They Know
- 2020: Better
- 2020: Gym Quarantine
- 2020: Cool
- 2020: Magnify (feat. LPW)
- 2020: I Wanna Kiss
- 2020: Gimme Dat (feat. Molow)
- 2021: Back to Life
- 2021: Morenita (feat. Cumbiafrica)
- 2022: Marianela (mit Merk & Kremont vs. Lirico En La Casa)
- 2024: Forever (mit Diplo feat. Malou & Yuna)

### Remixe
| Jahr | Titel Album                | Höchstplatzierung, Gesamtwochen, AuszeichnungChartplatzierungen (Jahr, Titel, Album, Platzierungen, Wochen, Auszeichnungen, Anmerkungen) | Höchstplatzierung, Gesamtwochen, AuszeichnungChartplatzierungen (Jahr, Titel, Album, Platzierungen, Wochen, Auszeichnungen, Anmerkungen) | Höchstplatzierung, Gesamtwochen, AuszeichnungChartplatzierungen (Jahr, Titel, Album, Platzierungen, Wochen, Auszeichnungen, Anmerkungen) | Höchstplatzierung, Gesamtwochen, AuszeichnungChartplatzierungen (Jahr, Titel, Album, Platzierungen, Wochen, Auszeichnungen, Anmerkungen) | Anmerkungen                                                           |
| Jahr | Titel Album                | FR | DE | AT | CH | Anmerkungen                                                           |
| ---- | -------------------------- | --- | --- | --- | --- | --------------------------------------------------------------------- |
| 2018 | Bella ciao (HUGEL Remix) – | FR25 Gold · (16 Wo.)FR | DE2 ×3Dreifachgold · (39 Wo.)DE | AT1 (30 Wo.)AT | CH14 (25 Wo.)CH | Erstveröffentlichung: 24. April 2018 Verkäufe: + 700.000; El Profesor |

Weitere Remixe
- 2017: Mono Mind – Save Me a Place
- 2018: The Shadowboxers – Shadowboxer
- 2019: Topic feat. A7S – Breaking Me
- 2020: Sigala & Ella Henderson – We Got Love
- 2020: UPSAHL – 12345SEX
- 2020: Auntie Hammy – Pew Pew Pew

### Autorenbeteiligungen und Produktionen
| Jahr | Titel Interpretation                                           | Höchstplatzierung, Gesamtwochen, AuszeichnungChartplatzierungen (Jahr, Titel, Interpretation, Platzierungen, Wochen, Auszeichnungen, Anmerkungen) | Höchstplatzierung, Gesamtwochen, AuszeichnungChartplatzierungen (Jahr, Titel, Interpretation, Platzierungen, Wochen, Auszeichnungen, Anmerkungen) | Höchstplatzierung, Gesamtwochen, AuszeichnungChartplatzierungen (Jahr, Titel, Interpretation, Platzierungen, Wochen, Auszeichnungen, Anmerkungen) | Anmerkungen                           |
| Jahr | Titel Interpretation                                           | DE | AT | CH | Anmerkungen                           |
| ---- | -------------------------------------------------------------- | --- | --- | --- | ------------------------------------- |
| 2017 | Like a Riddle Felix Jaehn feat. Hearts & Colors & Adam Trigger | DE85 (1 Wo.)DE | AT68 (2 Wo.)AT | CH89 (1 Wo.)CH | Erstveröffentlichung: 6. Oktober 2017 |

## Auszeichnungen für Musikverkäufe
| Goldene Schallplatte - Italien - 2023: für die Single Morenita - 2025: für die Single I Adore You - Kanada - 2025: für die Single I Adore You - Polen - 2024: für die Single Mamma Mia - 2024: für die Single I Adore You - Portugal - 2025: für die Single Forever - Spanien - 2024: für die Single Marianela - 2025: für die Single I Adore You | Platin-Schallplatte - Belgien - 2025: für die Single I Adore You - Brasilien - 2025: für die Single I Adore You - Italien - 2024: für die Single Marianela - Polen - 2023: für die Single WTF - Spanien - 2024: für die Single Morenita 4× Platin-Schallplatte - Griechenland - 2025: für die Single I Adore You - Portugal - 2025: für die Single I Adore You |

Anmerkung: Auszeichnungen in Ländern aus den Charttabellen bzw. Chartboxen sind in ebendiesen zu finden.
| Land/RegionAuszeichnungen für Musikverkäufe (Land/Region, Auszeichnungen, Verkäufe, Quellen) | Silber  | Gold       | Platin       | Verkäufe  | Quellen             |
| -------------------------------------------------------------------------------------------- | ------- | ---------- | ------------ | --------- | ------------------- |
| Belgien (BRMA)                                                                               | —       | —          | Platin1      | 40.000    | ultratop.be         |
| Brasilien (PMB)                                                                              | —       | —          | Platin1      | 40.000    | pro-musicabr.org.br |
| Deutschland (BVMI)                                                                           | —       | 4× Gold4   | Platin1      | 1.300.000 | musikindustrie.de   |
| Frankreich (SNEP)                                                                            | —       | Gold1      | Platin1      | 300.000   | snepmusique.com     |
| Griechenland (IFPI)                                                                          | —       | —          | 4× Platin4   | 80.000    | Einzelnachweise     |
| Italien (FIMI)                                                                               | —       | 2× Gold2   | Platin1      | 250.000   | fimi.it             |
| Kanada (MC)                                                                                  | —       | Gold1      | —            | 40.000    | musiccanada.com     |
| Österreich (IFPI)                                                                            | —       | Gold1      | Platin1      | 45.000    | ifpi.at             |
| Polen (ZPAV)                                                                                 | —       | 2× Gold2   | Platin1      | 100.000   | olis.pl             |
| Portugal (AFP)                                                                               | —       | Gold1      | 4× Platin4   | 45.000    | Einzelnachweise     |
| Schweiz (IFPI)                                                                               | —       | —          | Platin1      | 30.000    | hitparade.ch        |
| Spanien (Promusicae)                                                                         | —       | 2× Gold2   | Platin1      | 120.000   | elportaldemusica.es |
| Vereinigtes Königreich (BPI)                                                                 | Silber1 | —          | —            | 200.000   | bpi.co.uk           |
| Insgesamt                                                                                    | Silber1 | 14× Gold14 | 17× Platin17 |           |                     |